# Evgheni Mihailovici Mihelis
Evgheni Mihailovici Mihelis (în rusă Евгений Михайлович Михелис) (n. 16 decembrie 183 – d. 14 septembrie 1939) a fost unul dintre generalii Armatei Țariste Ruse din Primul Război Mondial.
A îndeplinit funcția de comandant al Corpului 29 Armată rus în campania acesteia din România, având gradul de general-locotenent.:p. 181 